# Kościół św. Andrzeja Boboli w Miliczu
Kościół św. Andrzeja Boboli w Miliczu – dawny ewangelicki kościół łaski w Miliczu, po II wojnie światowej i wysiedleniu ludności niemieckiej w 1945 roku zagarnięty przez władze PRL i przekazany Kościołowi katolickiemu.

## Historia

### Okres ewangelicki

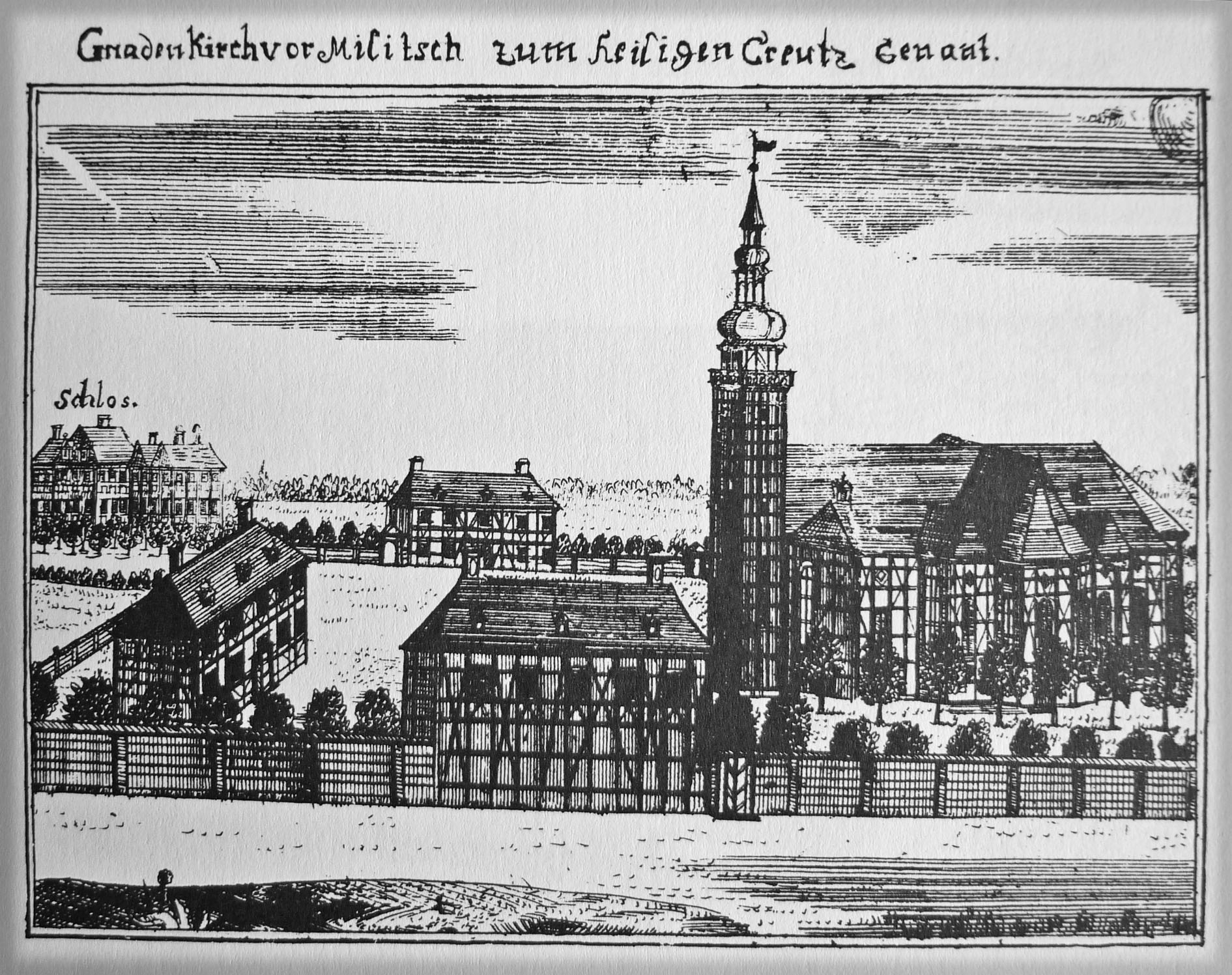
Przedstawienie kościoła z około 1750 roku

Pierwotnie był to luterański kościół św. Krzyża. Jeden z sześciu kościołów łaski powstałych po ugodzie altransztadzkiej z 1707 roku – było to ustępstwo cesarza wobec śląskich ewangelików. Budowa rozpoczęła się w czerwcu 1709 (po podpisaniu dodatkowej umowy między cesarzem a królem szwedzkim, Karolem XII), a zakończyła w roku 1714. Duży wkład w nią wniosła rodzina hrabiów Maltzan, którzy od roku 1590 władali Miliczem. Architektem i budowniczym był Gottfried Hoffman z Oleśnicy. Jest zbudowany w konstrukcji szkieletowej, założony na planie krzyża greckiego, salowy, z wewnętrznym poligonalnie zamkniętym prezbiterium w otoczeniu zakrystii, nakryty dachami dwuspadowymi. Wieża kościoła początkowo miała około 59 metrów, ale w obawie przed runięciem została w 1789 r. skrócona i jej wysokość obecnie wynosi 49 metrów. Na wieży znajdują się trzy dzwony ufundowane przez rodzinę hr. Maltzan na początku XX wieku. Arcydziełem zdobiącym kościół był żyrandol odlany z brązu pochodzący z 1720 r. autorstwa G. A. Miehla i bogato zdobiona ambona wraz z barokową chrzcielnicą, jednak oba te przedmioty zostały w 1955 r. zabrane do katedry poznańskiej.
Stanowisko pierwszego proboszcza kościoła na przestrzeni lat 1709–1945 sprawowało 11 księży. Pierwszym z nich był ks. Samuel Seeliger. Nabożeństwa w kościele do 1789 r. odbywały się także w języku polskim, a urząd proboszcza pomocniczego piastował zawsze Polak. Najdłużej urząd proboszcza sprawował w latach 1886–1925 Theobald Dächsel. Ostatnim niemieckim proboszczem został w 1943 r. ks. dr Fritz Gleisberg, odprawiający w nim nabożeństwa do 20 stycznia 1945 r. W tym samym roku kościół został przejęty przez władze PRL i niemal natychmiast przekazany Kościołowi rzymskokatolickiemu.

### Okres katolicki
Od początku powstania samodzielnej parafii w 1994 r. kościół pw. św. Andrzeja Boboli był pod opieką ks. prałata Kazimierza Kudryńskiego, który intensywnie go restaurował. Podłogi wyłożono granitowymi płytkami, wstawiono nowe ławki, wymalowano wnętrze budynku, odnowiono obrazy ze stacjami drogami krzyżowej i wstawiono je w stare ramy znalezione podczas remontu, oświetlono z zewnątrz. Ks. prałat Kazimierz Kudryński zmarł w 2016 w 70 roku życia i w 46 roku kapłaństwa. Od 2016  proboszczem parafii jest ks. Zbigniew Słobodecki.
W 1998 roku ks. kardynał Henryk Gulbinowicz dokonał poświęcenia odbudowanego budynku plebanii, który uległ spaleniu w 1971 r. W 1999 roku elewacja kościoła została kompleksowo odrestaurowana nakładem środków Fundacji Współpracy Polsko-Niemieckiej/Deutsch-Polnische Stiftung
für Zusammenarbeit. W latach 2003–2005 odremontowano wnętrze kościoła, położone zostały nowe posadzki, odmalowano galerie i zainstalowano nowe ławki.
16 października 2005 roku metropolita wrocławski abp Marian Gołębiewski dokonał odsłonięcia pomnika Jana Pawła II przy kościele.Pomnik powstał wg projektu wrocławskiego artysty rzeźbiarza Bogusława Zena.

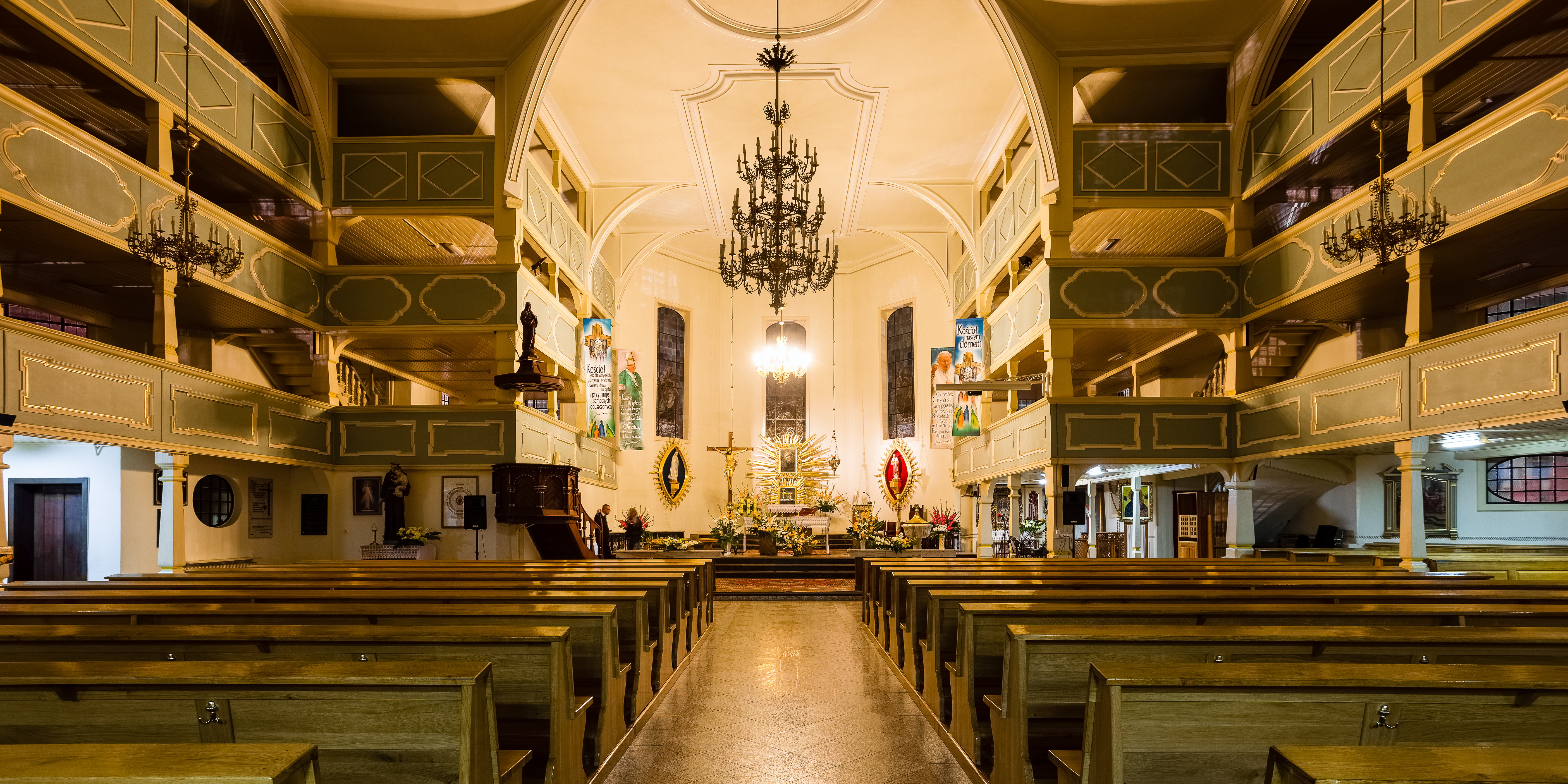
Wnętrze kościoła
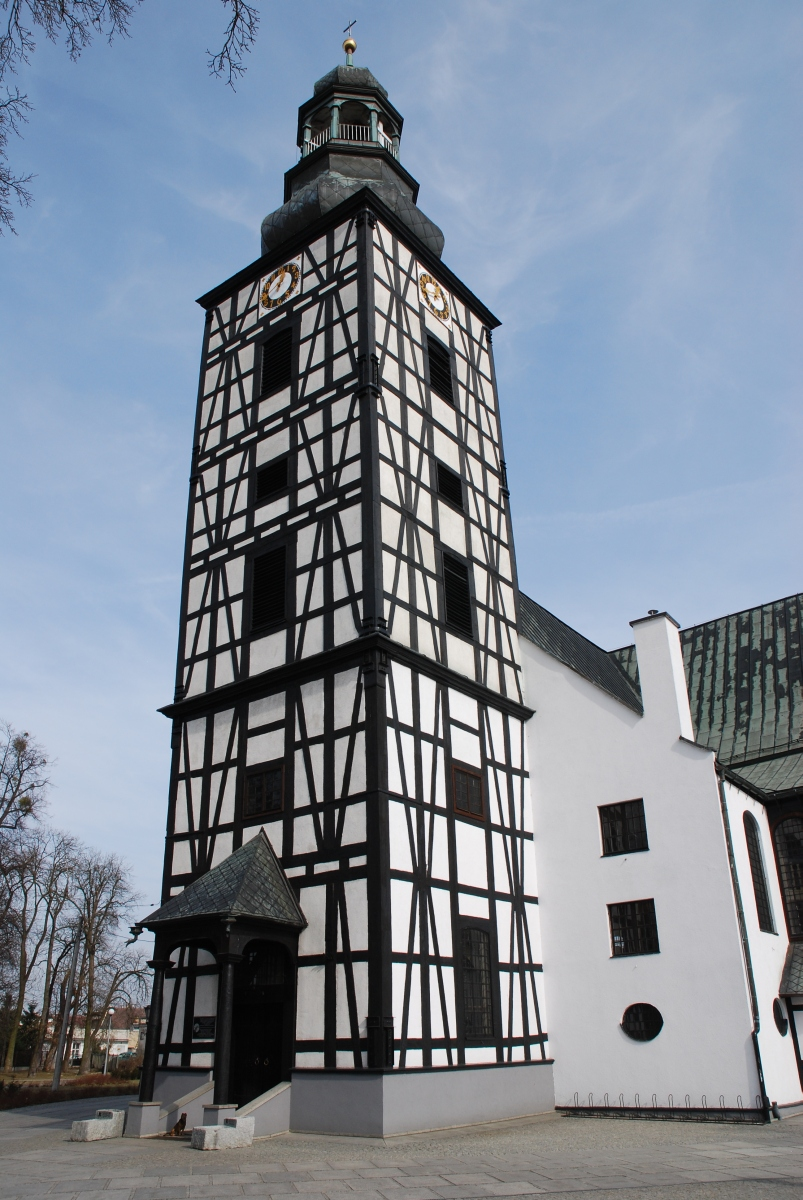
Wieża kościelna
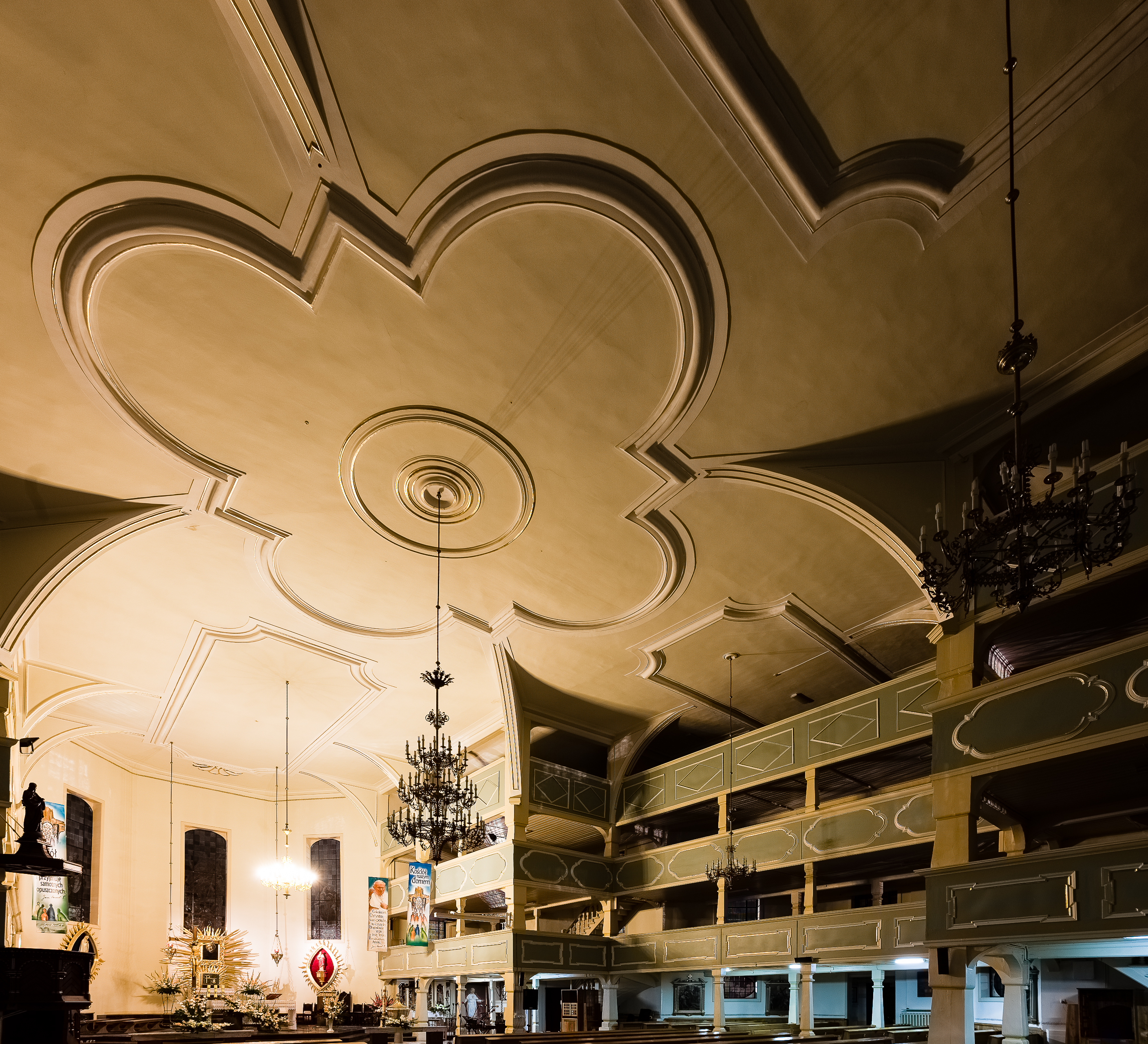
Wnętrze kościoła

## Organy
W kościele stoją 33-głosowe organy o romantycznym brzmieniu. Zostały wybudowane w 1887 roku przez Wilhelma Sauera z Frankfurtu nad Odrą jako opus 470. Traktura gry jest dla Manuału I mechaniczno-pneumatyczna, dla Manuału II jest mechaniczna. Instrument posiada 2 klawiatury ręczne (C-f3) oraz klawiaturę nożną (C-d1). Wiatrownice stożkowe, miech magazynowy zasilany dmuchawą elektryczną.
Dyspozycja instrumentu:
| Manuał I               | Manuał II               | Pedał                |
| ---------------------- | ----------------------- | -------------------- |
| 1. Principal 16'       | 1. Bordun 16'           | 1. Contrabass 16'    |
| 2. Principal 8'        | 2. Principal 8'         | 2. Violon 16'        |
| 3. Flûte Harmonique 8' | 3. Rohrfloete 8'        | 3. Subbas 16'        |
| 4. Viola di Gamba 8'   | 4. Salicional 8'        | 4. Violoncello 8'    |
| 5. Gedact 8'           | 5. Aeoline 8'           | 5. Bassfloete 8'     |
| 6. Gemshorn 8'         | 6. Voix Céleste 8'      | 6. Offenbass 8'      |
| 7. Rohrfloete 4'       | 7. Fugara 4'            | 7. Quintbass 10 2/3' |
| 8. Octave 4'           | 8. Traversfloete 4'     | 8. Posaune 16'       |
| 9. Flûte Octaviante 4' | 9. Flautino 2'          | 9. Octave 4'         |
| 10. Nachthorn 1' *     | 10. Progressio 2-3fach. |                      |
| 11. Nassard 5 1/3'     |                         |                      |
| 12. Mixtur 5fach.      |                         |                      |
| 13. Cornett 3-4fach.   |                         |                      |
| 14. Trompete 8'        |                         |                      |